# Towarzystwo Słoweńskie
Towarzystwo Słoweńskie, znane również jako Macierz Słoweńska (słoweń. Slovenska matica, Matica slovenska) – słoweńska narodowa organizacja kulturalno-oświatowa powstała w 1864. Została założona jako druga w kolejności po Macierzy Słowackiej (1863). Siedziba Macierzy mieści się przy Placu Kongresowym 8 w Lublanie. Obecnie prezesem instytucji jest Aleš Gabrič. W 140 rocznicę istnienia została uhonorowana Orderem Wolności Republiki Słowenii.  

## Historia
Towarzystwo Słoweńskie powstało wskutek rosnących potrzeb kulturalnych i oświatowych dziewiętnastowiecznego społeczeństwa słoweńskiego. Chciano utworzyć instytucję mogącą publikować zaawansowaną literaturę naukową w języku słoweńskim, oraz wspierającą rozwój terminologii naukowej w języku słoweńskim. W 1864 roku w Lublanie założono więc Macierz Słoweńską. Profil jej działalności był tożsamy z profilem podobnych instytucji, założonych w innych krajach słowiańskich, takich jak macierze: Chorwacka, Serbska, Czeska i Słowacka. Towarzystwo powstało wraz z kilkoma innymi stowarzyszeniami kulturalnymi. Cesarz Austrii Franciszek Józef I również wniósł znaczny wkład finansowy w jego założenie.
Szczytowe lata rozwoju placówki datuje się na początek XX wieku. W tym czasie działała ona jako zwykłe wydawnictwo na wolnym rynku, publikując książki dla szerokiej publiczności, z których wiele stało się bestsellerami; jednocześnie pełniła również rolę Akademii Nauk, pielęgnując kulturę elitarną i utrzymując bliskie kontakty z Chorwacką Akademią Nauki i Sztuki w Zagrzebiu, Serbską Akademią Nauk i Sztuk w Belgradzie oraz podobnymi instytucjami w Pradze, Krakowie, Londynie i Peterburgu.
W czasie I wojny światowej Macierz Słoweńska została zamknięta, a jej majątek skonfiskowany przez władze Austro-Węgier. Domniemaną przyczyną była publikacja książki Gospodin Franjo („Pan Franjo”) słoweńskiego autora i oficera armii austro-węgierskiej Fran Maselja (pseudonim: Podlimbarski), będącej silną satyryczną krytyką austro-węgierskiej okupacji Bośni i Hercegowiny.
W okresie Królestwa Jugosławii Towarzystwo Słoweńskie rozszerzyło swoją działalność wydawniczą, a w 1938 było jednym ze współzałożycieli Słoweńskiej Akademii Nauki i Sztuki. Podczas okupacji włoskiej w czasie II wojny światowej kierownictwo Towarzystwa Słoweńskiego współpracowało z Frontem Wyzwolenia Ludu Słoweńskiego. W 1944 towarzystwo zostało zamknięte przez nazistowskie władze niemieckie. Pod koniec 1945 komunistyczne władze Socjalistycznej Republiki Słowenii pozwoliły na wznowienie jego działalności, chociaż nowy reżim uznał jego politykę redakcyjną za „zbyt konserwatywną”. Większość dóbr została znacjonalizowana przez państwo, ale instytucja uzyskała pozwolenie na dalsze funkcjonowanie, a później otrzymywała znaczne dotacje na swój rozwój.
Działalność instytucji ponownie odżyła w latach 80., kiedy zaczęła systematycznie publikować tłumaczenia dzieł filozofów i politologów, w tym autorów uważanych za wywrotowych wobec ideologii socjalistycznej, takich jak Martin Heidegger, Niccolò Machiavelli, Jan Patočka, Miguel de Unamuno, José Ortega. y Gasset, Augustyn z Hippony, czy Friedrich Nietzsche.

## Prezesi
Od momentu powstania Towarzystwo Słoweńskie było kierowane przez ważne osobistości słoweńskiego życia kulturalnego i publicznego. Na podstawie materiału źródłowego:
- 1865–1869: Lovro Toman
- 1869–1875: Etbin Henrik Costa
- 1875–1881: Janez Bleiweis
- 1881–1882: Josip Marn
- 1882–1885: Peter Grasselli
- 1885–1886: Josip Poklukar
- 1886–1893: Josip Marn
- 1893–1907: Fran Levec
- 1907–1914: Fran Ilešič
- 1917: Peter Grasselli
- 1918–1920: Ivan Tavčar
- 1920–1947: Dragotin Lončar
- 1947–1949: Oton Župančič
- 1950–1966: Anton Melik
- 1966–1975: Francja Koblar
- 1975–1978: Fran Zwitter
- 1978–1987: Bogo Grafenauer
- 1987–1994: Primož Simoniti
- 1994–2008: Joža Mahnič
- 2008–2018: Milček Komelj
- 2018–nadal: Aleš Gabrič